# Jesús Bonilla Chavarría
Jesús Bonilla Chavarría (Santa Cruz, 16 de noviembre de 1911-16 de noviembre de 1999) fue un destacado compositor musical costarricense, autor de numerosos temas musicales folclóricos, que forman parte del acervo cultural del pueblo costarricense, en especial de la provincia de Guanacaste, como Luna liberiana, Pampa y el Himno de la Anexión de Guanacaste. Se le otorgó el Premio Nacional de Cultura Popular en 1999.

## Biografía
Nació en Santa Cruz, en 1911, hijo de Cleto Bonilla Gutiérrez y María Simona Chavarría. Comenzó a componer temas musicales a los 10 años de edad. En su adolescencia se trasladó a San José, donde recibió los primeros conocimientos musicales y aprendió a tocar la flauta. Con veinte años de edad, fue nombrado Director de la Banda de Liberia, y luego de la de Alajuela. Fue maestro de música en escuelas de ambas ciudades. Contrajo matrimonio en 1950 con María Córdoba Saborío y fue padre de cuatro hijos.
Jesús Bonilla fue el primer director de la primera Orquesta Sinfónica Nacional de Costa Rica en 1956, de la cual también fue director invitado en 1974. A partir de 1955 realizó varias grabaciones, destacándose entre ellas el bolero Luna liberiana, interpretado por Manuel Chamorro, acompañado del trío Los Ticos. Durante este periodo, realizó una visita a los Estados Unidos, donde departió con directores como Howard Mitchell y Leonard Bernstein.
La Municipalidad de Cañas, en 1974, lo nombró Maestro de Maestros. En 1983, la Asamblea Legislativa de Costa Rica le condecoró por la composición del Himno de la Anexión de Guanacaste. En 1990, fue declarado Hijo Predilecto de Guanacaste. Por su gran aporte cultural, la Dirección General de Correos y Telégrafos elaboró una estampilla con su efigie. En 1999, se le otorgó el Premio Nacional de Cultura Popular de forma póstuma.
Falleció en Santa Cruz, 1999 a la edad de 88 años.

## Obra musical
Mis fuentes de inspiración son la naturaleza y el regionalismo de mi provincia natal.
Jesús Bonilla.

Desarrolló un estilo musical propio, caracterizado por él mismo como típico-descriptivo. En su obra plasmó muchas de sus vivencias de su provincia natal, Guanacaste. En 1937, compuso el tema Luna liberiana, reconocido en Costa Rica como una de las obras musicales más representativas del país, y que actualmente es el himno del cantón de Liberia. También fue autor del vals Pampa y del Himno a la Anexión de Guanacaste, que se canta en instituciones de todo el país cada 25 de julio para conmemorar la Anexión del Partido de Nicoya. Entre todos sus temas, estas tres piezas musicales han pasado a formar parte del acervo cultural costarricense y son de fácil reconocimiento por el público nacional.
Posee una profunda, extensa y variada producción musical, calculada en unas 300 composiciones, destacándose tanto en la composición clásica como en la popular. La mayoría de sus obras tienen carácter sinfónico, aunque también realizó muchas obras para bandas que se cantan en escuelas, colegios, universidades y conservatorios del país. Parte de su repertorio incluye más de 40 himnos para escuelas y colegios. Muchas de sus obras han sido grabadas y reinterpretadas por diversos artistas nacionales e internacionales, incluidos Raúl di Blasio y Plácido Domingo, además de que han sido parte del repertorio nacional e internacional de la Orquesta Sinfónica Nacional.
Entre sus obras más conocidas destacan:
- Luna liberiana
- Pampa
- Himno de la Anexión de Guanacaste
- Aquel arroyito
- Atardecer guanacasteco (poema)
- Ave María
- El maizal
- Flory
- Nayuribes
- He guardado
- Noche en la selva
- Sinfonía coral